# Сапик, Люк
Люк Стюарт Сапик (англ. Luke Stuart Supyk; родился 4 марта 2006) — новозеландский футболист, нападающий клуба «Веллингтон Феникс».

## Клубная карьера
Выступал за юношеские команды новозеландских клубов «Уаимакарири Юнайтед» и «Номадс Юнайтед». В 2021 году стал игроком академии клуба «Веллингтон Феникс». 27 августа 2023 года дебютировал в основном составе «Веллингтон Феникс» в матче Кубка Австралии против «Мельбурн Сити». 23 декабря 2023 года дебютировал в А-Лиге в матче против «Уэстерн Сидней Уондерерс».

## Карьера в сборной
В 2023 году в составе сборной Новой Зеландии до 17 лет выиграл чемпионат ОФК (до 17 лет), забив на турнире шесть голов. Новозеландцы квалифицировались на юношеский чемпионат мира, который прошёл в том же году в Индонезии. На нём Сапик провёл три матча группового этапа: против Венесуэлы, Германии и Мексики.